# Реџеп Тајип Ердоган
Реџеп Тајип Ердоган (тур. Recep Tayyip Erdoğan, IPA: /ɾeˈd͡ʒep tɑjˈjip ˈæɾdo(ɰ)ɑn/ⓘ, изворна транскрипција: Ердоан; Ризе, 26. фебруар 1954) турски је политичар, који је 28. августа 2014. постао председник Турске.
Био је премијер Турске од 2003. до 2014, бивши председник Партије правде и развоја. Раније је био члан Партије благостања и Партије врлине које су због антисекуларних исламистичких ставова забрањене. Био је градоначелник Истанбула од 1994. до 1998. године.

## Биографија
Ердоган живи у Истанбулу од 1967. године. Студирао је Факултет за менаџмент, неки извори оспоравају да је завршио.
Након забране Партије врлине, Ердоган је био суочен са судским поступком због подстицања на верске мржње и осуђен на казну затвора.
Оснивач је и лидер Партије правде и развоја (АКП). Партија је само годину дана након оснивања на изборима 2002. године однела победу на парламентарним изборима, а АКП формира владу, мада Ердоган не добија ни посланичко место иако је најпопуларнији политичар у земљи.
После освајања посланичког мандата на поновљеним изборима у једној од провинција, Ердогану се отварају врата премијерског кабинета, пошто члан његове партије и премијер, Абдулах Гул, подноси оставку.
На функцији премијера је од 14. марта 2003. до 28. августа 2014. године, након тога је постао председник државе.
Ердоган је један од 50 лидера који су присуствовали шездесетогодишњици победе над фашизмом у Москви (Руска Федерација).

## Рана политичка каријера
Док је студирао пословно управљање и полупрофесионално се бавио фудбалом, Ердоган се придружио Националној турској студентској унији, антикомунистичкој акционој групи. 1974. је написао, режирао, и играо главну улогу у представи Maskomya, која је представила масонерију, комунизам и јудаизам као зло. 1976. је постао шеф омладинске гране исламистичке Партије националног спаса (МСП) за истанбулску општину Бејоглу, а касније је унапређен у председника омладинског огранка партије за Истанбул.
Након војног пуча 1980, Ердоган је са већином следбеника Неџмедина Ербакана прешао у исламистичку Партију благостања. Постао је председник локалног одбора партије за Бејоглу 1984, а 1985. је постао председник истанбулског градског одбора.

## Премијер Турске

### Општи избори
Избори 2002. били су први избори на којима је Ердоган учествовао као лидер странке. Све странке које су раније изабране у парламент нису успеле да освоје довољно гласова да поново уђу у парламент. AKP је освојила 34,3% националних гласова и формирала нову владу. Турске акције су у понедељак ујутро порасле за више од 7 одсто. Политичари претходне генерације, као што су Ецевит, Бахцели, Илмаз и Чилер, поднели су оставке. Друга највећа странка, CHP, добила је 19,4% гласова. AKP је однела убедљиву победу у парламенту, заузевши скоро две трећине места. Ердоган није могао да постане премијер јер га је правосуђе и даље забранило да се бави политиком због његовог говора у Сирту. Уместо тога, Гул је постао премијер. У децембру 2002. Врховни изборни одбор је поништио опште изборне резултате из Сирта због нерегуларности гласања и заказао нове изборе за 9. фебруар 2003. До тада је лидер странке Ердоган могао да се кандидује за парламент због законске промене коју је омогућио опозициона Републиканска народна партија. AKP је прописно уврстила Ердогана као кандидата за поновљене изборе, на којима је победио, поставши премијер након што је Гул предао ту функцију.
Процењује се да је 14. априла 2007. око 300.000 људи марширало у Анкари у знак протеста против могуће Ердоганове кандидатуре на председничким изборима 2007. године, плашећи се да ће, ако буде изабран за председника, променити секуларну природу турске државе. Ердоган је 24. априла 2007. објавио да је странка номиновала Абдулаха Гула за кандидата AKP на председничким изборима. Протести су настављени током наредних неколико недеља, са преко милион људи, како се наводи да је изашло на митинг 29. априла у Истанбулу, десетине хиљада на одвојеним протестима 4. маја у Маниси и Чанакалеу, и милион у Измиру 13. маја.
Позорница избора 2007. била је постављена за борбу за легитимитет у очима бирача између његове владе и CHP. Ердоган је искористио догађај који се десио током несрећних председничких избора неколико месеци раније као део опште предизборне кампање своје странке. Дана 22. јула 2007, AKP је однела важну победу над опозицијом, сакупивши 46,7% гласова. Избори од 22. јула били су тек други пут у историји Републике Турске када је актуелна владајућа партија победила на изборима повећавајући свој удео подршке народа. Дана 14. марта 2008. године, главни тужилац Турске затражио је од Уставног суда земље да забрани Ердоганову владајућу странку. Странка је избегла забрану 30. јула 2008., годину дана након што је освојила 46,7% гласова на националним изборима, иако су судије смањиле јавно финансирање странке за 50%.
На изборима у јуну 2011. Ердоганова владајућа партија освојила је 327 места (49,83% гласова), чиме је Ердоган постао једини премијер у историји Турске који је победио на три узастопна општа избора, сваки пут добијајући више гласова него на претходним изборима. Друга партија, Републиканска народна партија (CHP), добила је 135 места (25,94%), националистичка MHP 53 места (13,01%), а независни 35 места (6,58%).
Корупцијски скандал од 100 милијарди америчких долара 2013. довео је до хапшења Ердоганових блиских савезника и инкриминисао Ердогана.

### Домаћа политика

#### Курдско питање
Влада премијера Ердогана је 2009. објавила план за помоћ у окончању четвртвековног сукоба између Турске и Курдистанске радничке партије који је коштао више од 40.000 живота. Владин план, који је подржала Европска унија, имао је за циљ да дозволи употребу курдског језика у свим електронским медијима и политичким кампањама и вратио курдска имена градовима и местима који су добили турска. Ердоган је рекао: „Предузели смо храбар корак да решимо хронична питања која представљају препреку у развоју, напретку и јачању Турске.“ Ердоган је донео делимичну амнестију да смањи казне са којима се суочавају многи чланови курдског герилског покрета ПКК који су се предали. влади. Дана 23. новембра 2011. године, током телевизијског састанка своје странке у Анкари, извинио се у име државе за масакр у Дерсиму, у којем су убијени многи алевити и зазе. Ердоганова влада је 2013. године започела мировни процес између Курдистанске радничке партије (ПКК) и турске владе, уз посредовање парламентараца Народне демократске партије (HDP).
Године 2015, након изборног пораза AKP, успона социјалдемократске, прокурдске опозиционе странке за права и мањег инцидента на Цејланпилару, одлучио је да је мировни процес завршен и подржао је укидање парламентарног имунитета парламентараца HDP-а. Насилна конфронтација је настављена 2015–2017, углавном на југоистоку Турске, што је резултирало већим бројем жртава и неколико спољних операција турске војске. Представници и изабрани HDP су систематски хапшени, смењивани и смењивани у својим канцеларијама, а ова тенденција је потврђена након покушаја турског државног удара 2016. и следећих чистки. Шест хиљада додатних смртних случајева догодило се само у Турској у периоду 2015–2022. Ипак, од 2022. интензитет сукоба ПКК-Турска се смањио последњих година. У претходној деценији, Ердоган и влада AKP користили су анти-ПКК, борбену реторику и спољне операције да би подигли гласове турских националиста пре избора.

#### Јерменијски геноцид
Ердоган је више пута рекао да ће Турска признати масовна убиства Јермена током Првог светског рата као геноцид тек након детаљне истраге заједничке турско-јерменске комисије коју чине историчари, археолози, политиколози и други стручњаци. Ердоган и лидер главне опозиционе странке Дениз Бајкал су 2005. године написали писмо председнику Јерменије Роберту Кочарјану, предлажући стварање заједничке турско-јерменске комисије. Јерменски министар спољних послова Вартан Осканијан одбио је понуду јер је устврдио да је сам предлог „неискрен и неозбиљан“. Он је додао: „Ово питање се не може разматрати на историјском нивоу са Турцима, који су сами политизовали проблем.“
У децембру 2008. Ердоган је критиковао кампању турских интелектуалаца „Извињавам се“ да признају геноцид над Јерменима, рекавши: „Нити прихватам нити подржавам ову кампању. Нисмо починили злочин, стога не треба да се извињавамо... Неће имати било какву корист осим изазивања невоља, ремећења нашег мира и поништавања предузетих корака.“
Ердоган је 2011. наредио рушење 33 метра високог Споменика човечности, споменика турско-јерменског пријатељства у Карсу, који је пуштен у рад 2006. и представљао је метафору зближавања две земље након вишегодишњег спора око догађаја из 1915. Ердоган је уклањање правдао изјавом да је споменик био увредљиво близу гробнице исламског учењака из 11. века и да је његова сенка уништила поглед на то место, док су званичници општине Карс то рекли је бесправно подигнут у заштићеном подручју. Међутим, бивши градоначелник Карса који је одобрио првобитну изградњу споменика рекао је да општина уништава не само "споменик човечности", већ и "само човечанство". Рушење није прошло без противљења; међу његовим клеветницима било је неколико турских уметника. Двојица од њих, сликар Бедри Бајкам и његов сарадник, генерални координатор уметничке галерије Пирамида Тугба Куртулмус, избодени су након састанка са другим уметницима у истанбулском културном центру Акатлар.
Ердоганова канцеларија је 23. априла 2014. издала саопштење на девет језика (укључујући два дијалекта јерменског), у којем изражава саучешће због масовних убистава Јермена и наводи да су догађаји из 1915. године имали нехумане последице. У саопштењу се масовна убиства описују као заједнички бол за две нације и каже се: „Пошто су доживели догађаје који су имали нехумане последице – као што је пресељење – током Првог светског рата, (то) не би требало да спречи Турке и Јермене да успоставе саосећање и међусобно хуманост. ставови међу собом.“
Папа Фрања је у априлу 2015, на специјалној миси у базилици Светог Петра поводом стогодишњице догађаја, описао злочине над јерменским цивилима 1915–1922 као „први геноцид у 20. веку“. У знак протеста, Ердоган је опозвао турског амбасадора из Ватикана и позвао ватиканског амбасадора да изрази "разочарење" због, како је рекао, дискриминаторне поруке. Касније је изјавио "ми не носимо мрљу или сенку као геноцид". Амерички председник Барак Обама позвао је на „потпуно, искрено и праведно признање чињеница“, али је опет престао да га означи као „геноцид“, упркос свом предизборном обећању да ће то учинити.

#### Људска права
За време Ердогановог премијерског мандата, далекосежна овлашћења Закона о борби против тероризма из 1991. су смањена. Године 2004. смртна казна је укинута за све околности. Покренут је процес Демократске иницијативе, са циљем побољшања демократских стандарда уопште, а посебно права етничких и верских мањина. Године 2012. основане су Турска институција за људска права и равноправност и Институција омбудсмана. Ратификован је Опциони протокол УН уз Конвенцију против тортуре. Деца се више не гоне по закону о тероризму. Јеврејској заједници је дозвољено да јавно прославља Хануку по први пут у модерној турској историји 2015. године. Турска влада је 2008. године одобрила закон о враћању имовине коју је држава одузела у прошлости немуслиманским фондацијама. То је такође утрло пут за бесплатну доделу богомоља као што су синагоге и цркве немуслиманским фондацијама. Међутим, европски званичници су приметили повратак ауторитарнијим путевима након одуговлачења настојања Турске да се придружи Европској унији, посебно у погледу слободе говора, слободе штампе и права курдске мањине. Чланови владе су јавно одбацили захтеве активиста за признавање ЛГБТ права.
Репортери без граница су известили о континуираном смањењу слободе штампе током Ердоганових каснијих мандата, са рангом од око 100 на свом Индексу слободе штампе током његовог првог мандата и рангом од 153 од укупно 179 земаља 2021. године. Freedom House је известио о благом опоравку у каснијим годинама и доделио Турској оцену слободе штампе од 55/100 у 2012. након ниске тачке од 48/100 у 2006. години.
Ердоганова влада је 2011. извршила законске реформе како би вратила имовину хришћанске и јеврејске мањине коју је турска влада запленила 1930-их. Укупна вредност враћене имовине достигла је 2 милијарде долара (УСД).
Под Ердоганом, турска влада је пооштрила законе о продаји и конзумирању алкохола, забранивши свако оглашавање и повећавши порез на алкохолна пића.

#### Економија
Ердоган је 2002. наследио турску економију која је почела да се опоравља од рецесије као резултат реформи које је спровео Кемал Дервиш. Ердоган је подржао министра финансија Алија Бабацана у спровођењу макроекономске политике. Ердоган је покушао да привуче више страних инвеститора у Турску и укинуо је многе владине прописе. Прилив готовине у турску економију између 2002. и 2012. године изазвао је раст реалног БДП-а од 64% и повећање БДП-а по глави становника од 43%. знатно већи бројеви су обично оглашавани, али они нису узимали у обзир инфлацију америчког долара између 2002. и 2012. године. Просечан годишњи раст БДП по глави становника износио је 3,6%. Раст реалног БДП-а између 2002. и 2012. године био је већи од вредности развијених земаља, али је био близу просека када се узму у обзир и земље у развоју. Рангирање турске привреде по БДП-у се благо померило са 17 на 16 током ове деценије. Главна последица политике између 2002. и 2012. године било је повећање дефицита текућег рачуна са 600 милиона УСД на 58 милијарди УСД (процена за 2013.).
Турска је од 1961. године потписала 19 кредитних споразума са ММФ-ом. Ердоганова влада је задовољила буџетске и тржишне захтеве њих двојице током његове администрације и примила сваку рату кредита, што је једини пут да је било која турска влада то учинила. Ердоган је наследио дуг од 23,5 милијарди долара према ММФ-у, који је 2012. смањен на 0,9 милијарди долара. Одлучио је да не потпише нови споразум. Дуг Турске према ММФ-у је тако проглашен у потпуности исплаћеним и најавио је да би ММФ могао да се задужи од Турске. У 2010. петогодишње кредитне промене за државни дуг Турске трговале су се на рекордно ниских 1,17%, испод оних у девет земаља чланица ЕУ и Русији. Турска централна банка је 2002. имала 26,5 милијарди долара резерви. Овај износ је достигао 92,2 милијарде долара у 2011. Током Ердогановог вођства, инфлација је пала са 32% на 9,0% у 2004. Од тада, турска инфлација је наставила да варира око 9% и још увек је једна од највиших стопа инфлације у свету. Турски јавни дуг као проценат годишњег БДП-а опао је са 74% у 2002. на 39% у 2009. години. Турска је 2012. имала нижи однос јавног дуга према БДП-у од 21 од 27 чланица Европске уније и нижи буџетски дефицит до БДП од њих 23.
Ердоганова влада је 2003. године прогурала Закон о раду, свеобухватну реформу закона о раду Турске. Закон је у великој мери проширио права запослених, увео 45-часовну радну недељу и ограничио прековремени рад на 270 сати годишње, обезбедио правну заштиту од дискриминације по основу пола, вере или политичког опредељења, забранио дискриминацију радника на неодређено и одређено време, повлашћених радника. раскинут без „важећег разлога“ за компензацију, и обавезан писмени уговор о запошљавању у трајању од годину дана или више..

#### Здравствена заштита
Након преузимања власти 2003. године, Ердоганова влада је започела свеобухватан реформски програм турског здравственог система, назван Програм здравствене трансформације, како би у великој мери повећала квалитет здравствене заштите и заштитила све грађане од финансијских ризика. Његово увођење се поклопило са периодом одрживог економског раста, што је омогућило турској влади да уложи већа улагања у здравствени систем. У оквиру реформи, 2004. је проширен програм „Зелене карте“, који обезбеђује здравствене бенефиције сиромашнима. Програм реформи имао је за циљ повећање односа приватне и државне здравствене заштите, што је, уз дуге редове у државним болницама, резултирало порастом приватне медицинске заштите у Турској, приморавајући државне болнице да се такмиче повећањем квалитета.
У априлу 2006. Ердоган је представио пакет реформи социјалног осигурања који је захтевао Међународни монетарни фонд у оквиру споразума о зајму. Тај потез, који је Ердоган назвао једном од најрадикалнијих реформи икада, усвојен је уз жестоко противљење. Три турска органа социјалног осигурања била су уједињена под једним кровом, доносећи једнаке здравствене услуге и пензије за чланове сва три тела. Претходни систем је био критикован јер је резервисао најбољу здравствену заштиту за државне службенике и избацивао друге да чекају у дугим редовима. Према другом закону, свако млађе од 18 година имало је право на бесплатне здравствене услуге, без обзира да ли плаћа премије било којој организацији социјалног осигурања. Предлог закона предвиђа и постепено повећање старосне границе за одлазак у пензију: од 2036. године старосна граница за одлазак у пензију ће се повећати на 65 година до 2048. године и за жене и за мушкарце.
У јануару 2008. турски парламент усвојио је закон о забрани пушења на већини јавних места. Ердоган је отворено против пушења.

### Спољна политика

#### Европска унија
Када је Ердоган дошао на власт, наставио је дугу амбицију Турске да се придружи Европској унији. Турска је, под Ердоганом, направила многе кораке у својим законима који би се квалификовали за чланство у ЕУ. 3. октобра 2005. почели су преговори за приступање Турске Европској унији. Ердоган је проглашен за „Европљанина 2004. године“ од стране листа Европски глас због реформи у његовој земљи у циљу остваривања приступа Турске Европској унији. Он је у коментару рекао да „приступање Турске показује да је Европа континент на коме се цивилизације помирују, а не сукобљавају.“ Дана 3. октобра 2005. године, преговори за приступање Турске ЕУ су званично почели током Ердогановог премијерског мандата.
Европска комисија генерално подржава Ердоганове реформе, али је и даље критична према његовој политици. Преговори о могућем чланству у ЕУ застали су 2009. и 2010. године, када су турске луке биле затворене за кипарске бродове. Турска влада и даље одбија да призна Кипар, државу чланицу ЕУ.

#### Спор између Турске и Кипра
Односи између Грчке и Турске нормализовани су током Ердогановог премијерског мандата. У мају 2004. Ердоган је постао први турски премијер који је посетио Грчку од 1988. и први који је посетио турску мањину у Тракији од 1952. године. Ердоган и грчки премијер Костас Караманлис отворили су 2007. године грчко-турски гасовод који даје Каспијски гас свој први директни излаз на Западу. Турска и Грчка потписале су споразум о стварању Комбиноване заједничке оперативне јединице у оквиру НАТО-а за учешће у операцијама подршке миру. Ердоган и његова странка снажно су подржали референдум о поновном уједињењу Кипра 2004. који је подржала ЕУ. Преговори о могућем чланству у ЕУ застали су 2009. и 2010. године, када су турске луке затворене за кипарске бродове као последица економске изолације међународно непризнате Турске Републике Северни Кипар и неуспеха ЕУ да оконча изолацију, као што је обећао 2004. године. Турска влада и даље одбија да призна Републику Кипар.

#### Русија
У децембру 2004. године, председник Путин је посетио Турску, чиме је то била прва председничка посета у историји турско-руских односа, поред посете председника Врховног совјета СССР-а Николаја Подгорног 1972. У новембру 2005. Путин је присуствовао инаугурацији заједничког изграђеног гасовода Плави ток у Турској. Овај низ посета на највишем нивоу довео је у први план неколико важних билатералних питања. Две земље сматрају да је њихов стратешки циљ постизање "вишедимензионалне сарадње", посебно у области енергетике, транспорта и војске. Конкретно, Русија има за циљ да инвестира у индустрију горива и енергије Турске, а такође очекује учешће на тендерима за модернизацију турске војске. Односе у то време председник Медведев описује као „Турска је један од наших најважнијих партнера у погледу регионалних и међународних питања. Можемо са сигурношћу рећи да су руско-турски односи напредовали на ниво вишедимензионалног стратешког партнерства“.
У мају 2010. Турска и Русија потписале су 17 споразума за унапређење сарадње у енергетици и другим областима, укључујући пактове за изградњу прве турске нуклеарне електране и даље планове за нафтовод од Црног до Средоземног мора. Лидери обе земље потписали су и споразум о безвизном режиму, који омогућава туристима да бесплатно уђу у другу земљу и бораве до 30 дана.

#### Сједињене Државе
Када је Барак Обама постао председник Сједињених Држава, имао је свој први билатерални састанак у Турској у априлу 2009.
На заједничкој конференцији за новинаре у Турској, Обама је рекао: „Покушавам да дам изјаву о важности Турске, не само за Сједињене Државе, већ и за свет. Мислим да тамо где постоји највише обећања о изградњи јачих америчко-турских односа су у признању да Турска и Сједињене Државе могу изградити модел партнерства у којем претежно хришћанска нација, претежно муслиманска нација – западна нација и нација која се простире на два континента,“ наставио је, „да можемо створити модерна међународна заједница која поштује, која је безбедна, која је просперитетна, да нема тензија – неизбежних тензија међу културама – што мислим да је изузетно важно.”

#### Израел
Ердоган је посетио Израел 1. маја 2005, што је гест неуобичајен за лидера муслиманске већинске земље. Током свог путовања, Ердоган је посетио Јад Вашем, званични израелски споменик жртвама Холокауста. Председник Израела Шимон Перес обратио се турском парламенту током посете 2007. године, што је први пут да се израелски лидер обратио законодавном телу претежно муслиманске нације.
Њихов однос се погоршао на конференцији Светског економског форума 2009. због израелских акција током рата у Гази. Ердогана је модератор прекинуо док је одговарао Пересу. Ердоган је изјавио: „Господине Перес, старији сте од мене. Можда се осећате кривим и зато подижете тон. Када је реч о убијању, то добро знате. Сећам се како сте убијали децу на плажама. ..“ На подсетник модератора да треба да одложе за вечеру, Ердоган је напустио панел, оптужујући модератора да је Пересу дао више времена него сви остали панелисти заједно.
Тензије су додатно порасле након рације флотиле Газе у мају 2010. Ердоган је оштро осудио напад, описавши га као „државни тероризам“, и затражио извињење Израела. У фебруару 2013. Ердоган је назвао ционизам „злочином против човечности“, упоређујући га са исламофобијом, антисемитизмом и фашизмом. Касније је повукао изјаву, рекавши да је погрешно протумачен. Рекао је да „сви треба да знају“ да су његови коментари усмерени на „израелску политику“, посебно у вези са „Газом и насељима“. Ердоганове изјаве је, између осталих, критиковао и генерални секретар УН Бан Ки Мун. У августу 2013, Хуријет је известио да је Ердоган тврдио да има доказе о одговорности Израела за смену Морсија са функције у Египту. Израелска и египатска влада одбациле су тај предлог.
Као одговор на сукоб Израел-Газа 2014. године, Ердоган је оптужио Израел да спроводи „државни тероризам“ и „покушај геноцида“ над Палестинцима. Такође је навео да „Ако Израел настави са таквим ставом, дефинитивно ће му се судити на међународним судовима.“

### Протести
Протести у парку Гези 2013. одржани су против перципиране ауторитарности Ердогана и његове политике, почевши од мале седеће протесте у Истанбулу у одбрану градског парка. Након интензивне реакције полиције сузавцем, протести су расли сваким даном. Суочен са највећим масовним протестом у последњој деценији, Ердоган је у телевизијском говору изрекао ову контроверзну примедбу: „Полиција је била тамо јуче, тамо је данас, биће тамо и сутра”. После вишенедељних сукоба на улицама Истанбула, његова влада се најпре извинила демонстрантима и позвала на плебисцит, али је потом наредила разбијање демонстраната.

## Председник Турске
Ердоган је положио заклетву 28. августа 2014. и постао 12. председник Турске. Он је 29. августа положио заклетву новог премијера Ахмета Давутоглуа. На питање о његовом уделу од 51,79% гласова мањем него што се очекивало, он је, наводно, одговорио: "било је чак и оних којима се Посланик није допао. Ја сам, међутим, освојио 52%". Преузевши улогу председника, Ердоган је критикован јер је отворено изјавио да неће одржати традицију председничке неутралности. Ердоган је такође изјавио да намерава да настави активнију улогу председника, као што је коришћење председникових ретко коришћених овлашћења за сазивање кабинета. Политичка опозиција је тврдила да ће Ердоган наставити да следи своју политичку агенду, контролишући владу, док ће његов нови премијер Ахмет Давутоглу бити послушан и покоран. Штавише, доминација лојалних Ердоганових присталица у Давутоглуовом кабинету подстакла је спекулације да Ердоган намерава да оствари значајну контролу над владом.

### Председнички избори
Ердоган је 1. јула 2014. именован за председничког кандидата AKP-а на председничким изборима у Турској. Његову кандидатуру најавио је заменик председника AKP Мехмет Али Шахин.
Ердоган је одржао говор након објаве и први пут употребио „Ердоган лого“. Лого је критикован јер је био веома сличан логоу који је председник САД Барак Обама користио на председничким изборима 2008. године.
Ердоган је изабран за председника Турске у првом кругу избора са 51,79 одсто гласова, чиме је отклонио потребу за другим кругом тако што је освојио преко 50 одсто. Заједнички кандидат SHR, MHP и 13 других опозиционих партија, бивши генерални секретар Организације исламске сарадње Екмеледин Ихсаноглу освојио је 38,44 одсто гласова. Прокурдски кандидат HDP Селахатин Демирташ освојио је 9,76%.
Турски председнички избори 2018. одржани су као део општих избора 2018. године, заједно са парламентарним изборима истог дана. Након усвајања уставних промена на референдуму одржаном 2017. године, изабрани председник ће бити и шеф државе и шеф владе Турске, преузимајући последњу улогу са функције премијера која ће бити укинута.
Актуелни председник Реџеп Тајип Ердоган прогласио је своју кандидатуру за Народну алијансу 27. априла 2018, уз подршку MHP. Ердоганова главна опозиција, Републиканска народна партија, номиновала је Мухарема Инџеа, посланика познатог по свом борбеном противљењу и живахним говорима против Ердогана. Поред ових кандидата, Мерал Акшенер, оснивач и лидер Добре партије, Темел Карамолаоглу, лидер Фелисити партије и Догу Перинчек, лидер Патриотске партије, објавили су своје кандидатуре и прикупили 100.000 потписа потребних за номинацију.  Алијанса за коју је Ердоган био кандидат освојио је 52,59 одсто гласова.
За председничке изборе 2023. његова кандидатура је спорна јер је своју кампању започео у јуну 2022. године, али опозиција тврди да би трећи председнички мандат прекршио устав. Током првог круга гласања на председничким изборима 2023. године, Ердоган није успео да пређе цензус од 50 одсто, што је резултирало другим кругом избора против Кемала Киличдароглуа. Ердоган је 28. маја 2023. победио у другом кругу са 52,14% гласова, уз више од 99% пребројаних гласова.
Он је 8. марта 2024. изјавио да ће се повући када му престане председнички мандат.

### Референдум
У априлу 2017. одржан је уставни референдум, на којем су бирачи у Турској (и турски држављани у иностранству) одобрили сет од 18 предложених амандмана на Устав Турске. Амандмани су укључивали замену постојећег парламентарног система председничким. Место премијера би било укинуто, а председништво би постало извршно место са широким извршним овлашћењима. Број посланичких места би се повећао са 550 на 600, а старосна доб за кандидатуру смањена са 25 на 18 година. Референдум је такође захтевао промене у Врховном одбору судија и тужилаца.

### Локални избори
На локалним изборима 2019. године, владајућа странка AKP изгубила је контролу над Истанбулом и Анкаром по први пут у 25 година, као и над 5 од 6 највећих градова Турске. Губитак се увелико приписује Ердогановом лошем управљању турском економском кризом, растућем ауторитаризму, као и наводном неактивности владе у вези са сиријском избегличком кризом. Убрзо након избора, Врховно изборно веће Турске наложило је реизбор у Истанбулу, поништавајући градоначелника Екрема Имамоглуа. Одлука је довела до значајног пада Ердоганове и AKP популарности, а његова странка је поново изгубила изборе у јуну са већом разликом. Резултат је виђен као огроман ударац за Ердогана, који је једном рекао да ако његова странка „изгуби Истанбул, ми ћемо изгубити Турску“. Победа опозиције је окарактерисана као 'почетак краја' за Ердогана,  а међународни коментатори су реконструкцију назвали огромном погрешном проценом владе која је довела до потенцијалне Имамоглуове кандидатуре за следећу заказану председничку кандидатуру. Сумња се да би размере пораза владе могле да изазову реконструкцију кабинета и ванредне опште изборе, који су тренутно заказани за јун 2023. године.
Владе Новог Зеланда и Аустралије и опозициона CHP странка критиковале су Ердогана након што је својим присталицама више пута показао видео снимак који је снимио нападач џамије у Крајстчерчу на предизборним скуповима за локалне изборе 31. марта и рекао да су Аустралијанци и Новозеланђани који су дошли у Турску са антимуслиманским осећањима „били би враћени у ковчезима као њихови дедови“ у Галипољу.

### Домаћа политика

#### Медији
Председник Ердоган и његова влада настављају да врше притисак на судске поступке против преостале слободне штампе у Турској. Најновије новине које су заплењене су Заман, у марту 2016. године. После заплене, Мортон Абрамовиц и Ерик Еделман, бивши амерички амбасадори у Турској, осудили су поступке председника Ердогана у тексту који је објавио Вашингтон пост: „Јасно је да демократија не може да цвета под Ердоганом сада“. „Укупни темпо реформи у Турској не само да је успорен, већ је у неким кључним областима, као што су слобода изражавања и независност правосуђа, дошло до назадовања, што је посебно забрињавајуће“, рекла је известилац Кати Пири у априлу 2016. након што је Европски парламент усвојио свој годишњи извештај о напретку Турске.
Председник Реџеп Тајип Ердоган је 22. јуна 2016. рекао да се сматра успешним у „уништавању“ турских грађанских група „које раде против државе“, што је закључак који је неколико дана раније потврдио Седат Лачинер, професор међународних односа и ректор Универзитета Чанакале Онсекиз Март: „Забрана ненаоружане и мирољубиве опозиције, осуђивање људи на неправедне казне под погрешним оптужбама за тероризам, храниће прави тероризам у Ердогановој Турској. Оружје и насиље ће постати једина алтернатива за легално изражавање слободне мисли“.
Након покушаја државног удара, ухапшено је преко 200 новинара, а затворено је преко 120 медија. Новинари Цумхуријета приведени су у новембру 2016. након дуготрајног обрачуна са листом. Након тога, Репортери без граница су Ердогана назвали „непријатељем слободе штампе“ и рекли да он „своју агресивну диктатуру крије под плаштом демократије“.
Турска је 2014. привремено блокирала приступ Твитеру. У априлу 2017. Турска је блокирала сваки приступ Википедији због спора око садржаја. Турска влада је 15. јануара 2020. укинула двоипогодишњу забрану Википедије, враћајући приступ онлајн енциклопедији месец дана након што је највиши турски суд пресудио да је блокирање Википедије неуставно.
Дана 1. јула 2020. године, у изјави члановима своје странке, Ердоган је најавио да ће влада увести нове мере и прописе за контролу или затварање платформи друштвених медија као што су Јутјуб, Твитер и Нетфликс. Кроз ове нове мере, свака компанија би морала да именује званичног представника у земљи да одговори на правне проблеме. Одлука је донета након што су бројни корисници Твитера вређали његову ћерку Есру након што је родила своје четврто дете.

#### Економска политика
Под његовим председништвом, Ердоган је смањио независност Централне банке и подстакао је да води веома неортодоксну монетарну политику, смањујући каматне стопе чак и уз високу инфлацију. Он је прогурао теорију да инфлацију изазивају високе каматне стопе, идеју коју су економисти универзално одбацили. Ово, заједно са другим факторима као што су прекомерни дефицит текућег рачуна и дуг у страној валути, у комбинацији са Ердогановим све већим ауторитаризмом, изазвало је економску кризу почевши од 2018. године, што је довело до велике депресијације турске лире и веома високе инфлације. Економиста Пол Кругман описао је кризу која се развија као „класичну кризу валуте и дуга, какву смо видели много пута”, додајући: „У таквом тренутку, квалитет руковођења одједном је веома битан. Потребни су вам званичници који разумеју шта се дешава, могу да осмисле одговор и имају довољно кредибилитета да им тржишта дају корист од сумње да имају те ствари, а Ердоганов режим нема ништа од тога.

### Спољна политика

#### Европа
У фебруару 2016, Ердоган је запретио да ће послати милионе избеглица из Турске у земље чланице ЕУ, рекавши: „Можемо да отворимо врата Грчкој и Бугарској било када и можемо да ставимо избеглице у аутобусе... Па како ћете бавите се избеглицама ако се не договорите?"
У интервјуу за новински магазин Шигел, немачка министарка одбране Урсула фон дер Лајен рекла је 11. марта 2016. да је избегличка криза учинила добру сарадњу између ЕУ и Турске „егзистенцијално важним“ питањем. „Стога је исправно да се сада унапреде преговори о приступању Турске ЕУ“.
Парламентарна скупштина Савета Европе је у својој резолуцији „Функционисање демократских институција у Турској“ од 22. јуна 2016. године упозорила да „недавни догађаји у Турској у вези са слободом медија и изражавања, ерозијом владавине права и Кршења људских права у вези са антитерористичким безбедносним операцијама у југоисточној Турској... покренула су озбиљна питања о функционисању њених демократских институција“.
У јануару 2017. Ердоган је рекао да повлачење турских трупа са Северног Кипра „не долази у обзир“ и да ће Турска бити на Кипру „заувек“.
У септембру 2020. Ердоган је изјавио да подржава Азербејџан од стране своје владе након великог сукоба између јерменских и азербејџанских снага око спорног региона Нагорно-Карабаха. Одбацио је захтеве за прекид ватре. Ердоган и руски председник Владимир Путин су 2022. планирали да Турска постане енергетско чвориште за целу Европу кроз гасоводе Турски ток и Плави ток. У октобру 2023. Ердоган је отказао присуство на трећем састанку Европске политичке заједнице (ЕПЦ).

#### Улазак Финске и Шведске у НАТО
У мају 2022, Ердоган је изразио противљење уласку Финске и Шведске у НАТО, оптужујући две земље да толеришу групе које Турска класификује као терористичке организације, укључујући курдске милитантне групе ПКК, ПИД и ИПГ и присталице Фетулаха Гулена. После протеста у Шведској где је спаљен Куран, Ердоган је поновио да неће подржати настојања Шведске да се придружи НАТО-у. Председник Финске Саули Нинисте посетио је Ердогана у Истанбулу и Анкари у марту 2023. Током посете, Ердоган је потврдио да подржава чланство Финске у НАТО-у и изјавио да ће турски парламент потврдити чланство Финске пре турских председничких избора у мају 2023. године. Одбор за спољне послове турског парламента је 23. марта 2023. године потврдио захтев за чланство Финске у НАТО-у и послао процес на пленарну седницу турског парламента. Ердоган је 1. априла 2023. потврдио и потписао ратификацију финског чланства у НАТО-у од стране Велике народне скупштине Турске. Ова одлука је запечатила улазак Финске у НАТО. У јуну 2023. Ердоган је поново изразио своје противљење уласку Шведске у НАТО. Непосредно пре самита НАТО-а у Вилњусу у јулу 2023, Ердоган је повезао придруживање Шведске чланству у НАТО-у са захтевом Турске за чланство у ЕУ. Турска је поднела захтев за чланство у ЕУ 1999. године, али су разговори остварили мали напредак од 2016. године. У септембру 2023. године, Ердоган је најавио да је Европска унија у великој мери у прекиду у својим односима са Турском и да ће се разићи током процеса чланства Турске у Европској унији. Међутим, 23. октобра 2023. Ердоган је одобрио нерешену кандидатуру Шведске за чланство у НАТО-у и послао протокол о приступању турском парламенту на ратификацију. Два дана касније, председник турског парламента, Нуман Куртулмуш, послао је парламентарном одбору за спољне послове предлог закона којим се одобрава кандидатура Шведске за чланство у НАТО. Комитет је расправљао о ратификацији 16. новембра 2023, али је одлука одложена, са захтевом да Шведска изради писани план пута за спровођење својих антитерористичких обавеза. Одбор за спољне послове турског парламента је 26. децембра 2023. потврдио захтев Шведске за чланство у НАТО-у и послао процес на пленарну седницу турског парламента. Ердоган је 25. јануара 2024. званично потписао и одобрио одлуку турског парламента да ратификује чланство Шведске у НАТО.

#### Грчка
Постоји дугогодишњи спор између Турске и Грчке у Егејском мору. Ердоган је упозорио да ће Грчка платити „високу цену“ ако турски брод за истраживање гаса – у, како је Турска рекла да су спорне воде – буде нападнут. Он је сматрао грешком поновни пријем Грчке у војни савез НАТО, тврдећи да су сарађивали са терористима.

#### Балкан
У фебруару 2018. године, председник Ердоган је изразио турску подршку ставу Републике Македоније током преговора о спору око имена Македоније, рекавши да је став Грчке погрешан.
У марту 2018. године, председник Ердоган је критиковао косовског премијера Рамуша Харадинаја што је сменио свог министра унутрашњих послова и шефа обавештајне службе јер га није обавестио о неовлашћеној и нелегалној тајној операцији коју је спровела Национална обавештајна организација Турске на територији Косова која је довела до хапшења шест особа наводно повезаних са Гуленовим покретом.
Земљотрес је 26. новембра 2019. погодио област Драча у Албанији. Председник Ердоган је изразио саучешће. и наводећи блиске албанско-турске односе, обавезао је Турску да реконструише 500 у земљотресу уништених кућа и других грађанских структура у Лачу, Албанија. Ердоган је у Истанбулу организовао и присуствовао донаторској конференцији (8. децембра) за помоћ Албанији на којој су били турски бизнисмени, инвеститори и албански премијер Еди Рама.

#### Азербејџан
У септембру 2023. године, Азербејџан је покренуо војну офанзиву великих размера да поврати Нагорно-Карабах насељен Јерменима. Обраћајући се Генералној скупштини Уједињених нација, Ердоган је изјавио „Као што сви сада признају, Карабах је територија Азербејџана. Наметање другог статуса [региону] никада неће бити прихваћено“, и да „[Турска] подржава кораке које је предузео Азербејџан —са којима делујемо заједно са мотом једне нације, две државе — да бранимо њен територијални интегритет.“ Ердоган се такође састао са председником Азербејџана Илхамом Алијевoм у Нахичиванској Аутономној Републици.

#### Израел
Односи између Турске и Израела почели су да се нормализују након што се израелски премијер Нетанјаху званично извинио за смрт девет турских активиста током рације флотиле у Гази. Међутим, као одговор на сукоб Израел-Газа 2014. године, Ердоган је оптужио Израел да је „варварскији од Хитлера“ и да спроводи „државни тероризам“ и „покушај геноцида“ над Палестинцима.
Председник Ердоган је у децембру 2017. године упутио упозорење Доналду Трампу, након што је председник САД признао Јерусалим као главни град Израела. Ердоган је изјавио: „Јерусалим је црвена линија за муслимане“, указујући да би именовање Јерусалима као главног града Израела удаљило Палестинце и друге муслимане од града, поткопавајући наде у будућу престоницу палестинске државе. Ердоган је Израел назвао „терористичком државом“. Нафтали Бенет је одбацио претње, тврдећи да „Ердоган не пропушта прилику да нападне Израел“.
У априлу 2019. Ердоган је рекао да Западна обала припада Палестинцима, након што је израелски премијер Бенјамин Нетанјаху рекао да ће анексирати израелска насеља на окупираним палестинским територијама ако буде поново изабран.
Ердоган је осудио мировни споразум између Израела и Уједињених Арапских Емирата, наводећи да Турска разматра суспензију или прекид дипломатских односа са Уједињеним Арапским Емиратима као одмазду.
Односи су се вратили у нормалу од 2021. године, када су две земље почеле да унапређују односе. У марту 2022. године, израелски председник Исак Херцог посетио је Турску и састао се са Ердоганом. Две земље су се договориле да обнове дипломатске односе у августу 2022. године.
Ердоган је осудио израелске нападе у појасу Газе током рата између Израела и Хамаса 2023. године, рекавши да су кршење људских права, што је довело до оптужби за лицемерје пошто је Турска истовремено жестоко бомбардовала курдска подручја, укључујући многе цивилне циљеве. Ердоган је рекао да је израелско бомбардовање и блокада појаса Газе у знак одмазде за напад Хамаса представљало несразмеран одговор који представља „масакр“. Дана 25. октобра 2023. године, Ердоган је рекао да Хамас није терористичка организација већ ослободилачка група која се бори да заштити палестинске земље и народ. 15. новембра 2023. осудио је Израел као „терористичку државу“ и оптужио га да је починио геноцид над Палестинцима.

#### Сједињене Државе
Временом је Турска почела да тражи начине да купи сопствени противракетни одбрамбени систем и да користи ту набавку за изградњу сопствених капацитета за производњу и продају ваздушног и противракетног одбрамбеног система. Турска је постала озбиљна у погледу набавке ракетног одбрамбеног система рано у првој Обаминој администрацији када је отворила такмичење између система Raytheon Patriot PAC 2 и система из Европе, Русије, па чак и Кине.
Искористивши нови пад у америчко-турским односима, Путин је видео своју шансу да искористи продају С-400 Турској, па је у јулу 2017. Турској понудио систем противваздушне одбране. У месецима који су уследили, Сједињене Државе су упозориле Турску да је куповина С-400 угрозила турску куповину Ф-35. Интеграција руског система у мрежу противваздушне одбране НАТО-а такође није долазила у обзир. Званичници администрације, укључујући Марка Еспера, упозорили су да Турска мора да бира између С-400 и Ф-35, да не може имати оба.
Испоруке С-400 Турској почеле су 12. јула. Трамп је 16. јула поменуо новинарима да је ускраћивање Ф-35 Турској неправедно. Рекао је председник: „Дакле, оно што се дешава је да имамо ситуацију у којој је Турска веома добра са нама, веома добра, и ми сада говоримо Турској да зато што сте заиста били приморани да купите још један ракетни систем, ми нећемо продати ви борбени авиони Ф-35“.
Амерички Конгрес је јасно ставио до знања на двопартијској основи да очекује да ће председник санкционисати Турску због куповине руске опреме. Од Ф-35, Турска је разматрала куповину руског млазног ловца пете генерације Су-57.
Министарство финансија САД је 1. августа 2018. санкционисало двојицу високих министара турске владе који су били умешани у притвор америчког пастора Ендруа Брансона. Ердоган је рекао да ће понашање САД натерати Турску да тражи нове пријатеље и савезнике. Чинило се да су тензије између САД и Турске најозбиљнија дипломатска криза између НАТО савезника последњих година.
Трампов бивши саветник за националну безбедност Џон Болтон тврдио је да је председник Доналд Трамп рекао Ердогану да ће се 'побринути' за истрагу против турске државне банке Халкбанк, оптужене за оптужбе за банковну превару и прање до 20 милијарди долара у име иранских ентитета. Турска је критиковала Болтонову књигу, рекавши да садржи погрешне приказе разговора између Трампа и Ердогана.
У августу 2020. бивши потпредседник и председнички кандидат Џо Бајден позвао је на нови приступ САД председнику „аутократи“ Ердогану и подршку турским опозиционим партијама. У септембру 2020. Бајден је захтевао да Ердоган „држи по страни“ у Другом рату у Нагорно-Карабаху између Азербејџана и Јерменије, у којем је Турска подржала Азербејџане.
У међувремену, Ердоган жели да реализује копнену руту коридора Зангезур на јужном Кавказу, геополитички коридор од Европе преко Централне Азије, све до Кине.

#### Украјина и руска инвазија Украјине
Ердоган је 2016. рекао свом украјинском колеги Петру Порошенку да Турска неће признати руску анексију Крима из 2014. године; називајући то „окупацијом Крима“.
Током руске инвазије на Украјину, Ердоган је функционисао као посредник у миру. Турска је 10. марта 2022. била домаћин трилатералног састанка са Украјином и Русијом на маргинама Форума за дипломатију у Анталији, чиме је то био први разговор на високом нивоу од инвазије. После мировних преговора у Истанбулу 29. марта 2022, Русија је одлучила да напусти области око Кијева и Чернигова. Дана 22. јула 2022. године, заједно са Уједињеним нацијама, Турска је посредовала у споразуму између Русије и Украјине о отварању пута за извоз житарица из украјинских лука, након прехрамбене кризе 2022. године. Дана 21. септембра 2022. године, рекордни број од 215 украјинских војника, укључујући борце који су предводили одбрану челичане Азовстал у Маријупољу, пуштен је у размену заробљеника са Русијом након посредовања турског председника Ердогана. Као део споразума, ослобођени заробљеници остају у Турској до краја рата.
Док је Турска затворила Босфор за руска поморска појачања, увела санкције Уједињених нација и испоручила Украјини војну опрему као што су беспилотне летелице Бајрактар ТБ2 и возила БМЦ Кирпи, није учествовала у одређеним санкцијама као што је затварање турског ваздушног простора за руске цивиле и наставио дијалог са руским председником Владимиром Путином. Ердоган је поновио свој став о Криму 2022. године рекавши да међународно право захтева да Русија мора да врати Крим Украјини.

### Догађаји

#### Покушај државног удара
Дана 15. јула 2016, војска је покушала државни удар са циљем да се Ердоган уклони из владе. До следећег дана, Ердоганова влада је успела да поново успостави ефективну контролу у земљи. Наводно, ниједан владин званичник није ухапшен или повређен, што је, између осталих фактора, изазвало сумњу у догађај лажне заставе који је организовала сама влада.
Ердоган је, као и други владини званичници, окривио прогнаног свештеника и бившег Ердогановог савезника, Фетулаха Гулена, за извођење покушаја државног удара. Сулејман Сојлу, министар рада у Ердогановој влади, оптужио је САД да планирају државни удар како би збацили Ердогана.
Ердоган је, као и други високи званичници турске владе, више пута захтевао од САД да изруче Гулена.
Након покушаја државног удара, дошло је до значајног погоршања односа Турске и САД. Европски и други светски лидери изразили су забринутост због ситуације у Турској, при чему су многи од њих упозорили Ердогана да не користи покушај пуча као изговор за обрачун са својим противницима.
Успон ИСИС-а и колапс курдског мировног процеса довели су до наглог пораста терористичких инцидената у Турској до 2016. Критичари су Ердогана оптужили да има „меки угао“ за ИСИС. Међутим, након покушаја пуча, Ердоган је наредио турској војсци у Сирију да се бори против ИСИС-а и курдских милитантних група. Ердоганови критичари осудили су чистке у образовном систему и правосуђу као подривање владавине права, међутим Ердоганове присталице тврде да је то неопходна мера јер су школе које су повезане са Гуленом варале на пријемним испитима, захтевајући чистку у образовном систему и Гулену следбеника који су потом ушли у правосуђе.
Ердоганов план је да „реконструише Турску као председнички систем. План би створио централизован систем који би му омогућио да се боље носи са унутрашњим и спољним претњама Турске. Једна од главних препрека која му наводно стоји на путу је покрет Фетулаха Гулена.“ Након покушаја државног удара у Турској 2016. године, појавио се талас националног јединства и консензуса за обрачун са завереницима пучиста митингом националног јединства одржаном у Турској који је укључивао исламисте, секуларисте, либерале и националисте. Ердоган је искористио овај консензус да уклони Гуленове следбенике из бирократије, смањи њихову улогу у невладиним организацијама, турском министарству верских питања и турској војсци, са отпуштеним 149 генерала. У промени спољне политике, Ердоган је наредио турским оружаним снагама да уђу у борбу у Сирији и ослободио градове од контроле ИД. Како су се односи са Европом погоршали након покушаја пуча, Ердоган је развио алтернативне односе са Русијом, Саудијском Арабијом и „стратешко партнерство“ са Пакистаном, са плановима да неговати односе кроз споразуме о слободној трговини и продубљивати војне односе ради међусобне сарадње са регионалним савезницима Турске.

#### Земљотрес 2023.
Дана 6. фебруара 2023. године, током његове администрације догодио се катастрофалан земљотрес у југоисточној Турској и северозападној Сирији, у којем је погинуло више од 50.000 људи.